# 青女房 (妖怪)

水木しげるロード（鳥取県境港市所在）に設置されている「青女房」のブロンズ製オブジェ

青女房（あおにょうぼう）は、鳥山石燕『今昔画図続百鬼』や尾田郷澄『百鬼夜行絵巻』を始めとした、江戸時代の妖怪画にみられる日本の妖怪である。女官（青女房）姿であるためにそう名付けられている。

## 概要
江戸時代に描かれた鳥山石燕『今昔画図続百鬼』では、お歯黒をつけた平安時代風あるいは公家風の女官の姿で描かれている。解説文には、古く荒れ果てた御所にいるとある。青女房（または青女）という語は、妖怪を指し示す固有名詞ではなく、一般的には宮廷や貴族の家に仕える年若く経験の浅い、身分の低い女官、また官位の低い女房を指し、この呼び方は『源平盛衰記』や『吾妻鏡』などでも広く使われている。室町時代から江戸時代にかけて多数制作された『百鬼夜行絵巻』には、几帳の前で鏡の妖怪の顔をのぞきながらお歯黒をつけたりする女官の妖怪が描かれており、石燕はそれを題材とした自身の作品に「青女房」と名付けたのであろうと考えられている。またそうした言葉をもとにした創作妖怪として、石燕が描いたものであろうとも解釈されている。
石燕のものとは全く別個に、江戸時代の妖怪絵巻には女官（青女房）姿の妖怪に「あおにょうぼう」という呼称を用いて描かれたものがみられ、尾田郷澄『百鬼夜行絵巻』（1832年）では扇を持った姿で描かれており、青女坊という表記で名前が記されている。また『百物語化絵絵巻』（1780年）ではおなじデザインの妖怪が下口という名前で描かれていることも確認できる。後者は青女房という見た目全体の特徴以外から付けられた呼称と見られる。

## 『吾妻鏡』に見られる青女の妖怪
鎌倉幕府の将軍・源実朝のまえに青女のすがたをした妖怪が現われたというはなしがあり、『吾妻鏡』（巻21）建暦3年（1213年）8月18日の条に記されている。同書では翌19日に「丑の刻、大地震」との記述がある（『吾妻鏡』では、怪異現象と地震を関連付けて語る記述は多い）。
この『吾妻鏡』に見られるような若い女性・官女（青女・青女房）の見た目をもった妖怪のはなしなどは、絵巻物などに描かれた青女房などより古い年代のものだといえるが、『百鬼夜行絵巻』や江戸時代の画家たちによる青女房との関連性はあまりうかがえず、鳥山石燕も「古御所」に出る妖怪としており言及はしていない。